# Victor Osimhen
Victor James Osimhen (Lagos, Nigèria, 29 de desembre de 1998) és un jugador de futbol que juga com a davanter al Galatasaray i a l'equip nacional de Nigèria.
Víctor James Osimhen va tindre una infància complicada havent de vendre ampolles d'aigua, taronges, i diaris junt amb els seus sis germans per a poder portar una mica de diners a casa. Ja que quan a penes tenia sis anys la seva mare va morir i el seu pare va perdre la feina de policia. Totes aquestes circumstàncies el van impulsar a ser la persona que és avui.
Víctor James Osimhen es va formar a la Strikers academy en la seva ciutat natal. Una setmana després que féu els divuit anys, va firmar el seu primer contracte professional amb l'equip alemany Verein für Leibesübungen Wolfsburg fins a juny de 2020. Després d'un any amb el club, l'equip alemany va decidir de cedir-los a l'equip de la primera divisió belga Royal Charleroi Sporting Club, va disputar 34 partides amb 19 gols. En acabar la temporada, el Royal Charleroi Sporting Club va activar l'opció de compra amb el Wolfsburg per 3.5 milions d'euros.
El primer d'agost del 2019 l'equip francès de la Ligue 1, Lille, va contractar el davanter nigerià per cinc anys per 12 milions d'euros. A la fi de la temporada del 2019 Víctor James Osimhen havia fet 18 gols en 38 partides.
El 31 de juliol de 2020 fou traspassat del Lille al Napoli de la Serie A a canvi de 60 milions d'euros. La temporada de 22/23 Víctor va guanyar el scudetto amb el Nàpols, i acabar capocannoniere de la lliga amb 26 gols i va guanyar la pilota d'or junt amb el seu company d'equip Khvitxa Kvaratskhèlia.
Víctor James Osimhen ha estat definit com un jugador a qui agrada fer duels aeris i fer pressió amb intensitat. Com a davanter centre, és expert en blocar el joc rival en un costat del camp i és particularment efectiu obstaculitzant la connexió entre dos centrals rivals. La seva potència, amb pilota o sense pilota, és impressionant, malgrat no ser un jugador tècnic que pugui marcar la diferència a partir del driblatge, quan rep amb espai pot liderar una transició ofensiva amb una facilitat tremenda, utilitzant el seu cos per superar rivals. Fa servir bé el seu cos per dirigir i donar potència al tret i utilitza aquesta potència de tir per a ser letal i determinant dins l'àrea. També té joc aeri a l'hora d'atacar, amb un salt vertical màxim de 2,56 metres.